# 相模原市立大野北中学校
相模原市立大野北中学校（さがみはらしりつ おおのきたちゅうがっこう）は、神奈川県相模原市中央区淵野辺二丁目に位置する公立中学校。

## 沿革
- 1947年5月5日 - 開校。当時の校舎は陸軍兵器学校の施設を流用[1]。

## 通学区域
- 相模原市中央区[2]
  - 上矢部1丁目1番~16番・17番3号~21番
  - 上矢部2丁目
  - 上矢部3丁目
  - 上矢部4丁目
  - 淵野辺1丁目
  - 淵野辺2丁目
  - 淵野辺3丁目
  - 淵野辺4丁目
  - 淵野辺5丁目1番~9番・10番13号~19号
  - 淵野辺本町1丁目
  - 淵野辺本町2丁目
  - 淵野辺本町3丁目
  - 淵野辺本町4丁目12番・13番
  - 淵野辺本町5丁目1番~3番・44番
  - 矢部3丁目17番~20番
  - 矢部4丁目1番~3番・17番~21番
  - 矢部新町

## 進学前小学校
- 相模原市中央区
  - 相模原市立大野北小学校
  - 相模原市立富士見小学校（一部は相模原市立中央中学校へ）
  - 相模原市立淵野辺小学校

## 部活動
水泳部は、県大会や全国大会にも出場。市の大会などでは男女総合優勝などもしている。陸上部の活動も盛んである。

## 主な出身者
- 飯田健太郎 - 柔道選手[3]
- 野村邦丸 - フリーアナウンサー[4]